# Radio visual
Radio Visual  Sistema creado por Solidyne en 2005 que permite a las estaciones de radio usar cámaras de video para mostrar a los periodistas y a sus invitados.   
El concepto se acuña a partir de las palabras  Radio,  sinónimo de Radiodifusión y  la palabra Visual
 
Es empleada en la industria de la radiodifusión para definir el concepto de una estación de radio cuyos estudios pueden ser vistos en una transmisión por Internet mediante un flujo de datos (streaming).

## Historia
En la década de los setenta, Juan Alberto Badía, un conocido periodista argentino, comienza a realizar transmisiones de radio simultáneas con un canal de televisión. Realiza numerosas entrevistas, pero mantiene siempre el formato de radio. Obtiene un gran éxito de audiencia dejando la idea de la importancia de agregar a la radio la posibilidad de ver a los entrevistados. Experiencias similares son realizadas en varios países más tarde manejando medios portátiles de visualización.
Sin embargo,  la esencia de la radio es la posibilidad de escucharla mientras el oyente crea sus propias imágenes mentales, como un teatro en su mente. Esto permite entretener e informar mientras se realizan otras actividades (como manejar un automóvil) pues la radio no es un medio que absorbe toda la atención del oyente.    
Por eso la idea de la Radio Visual va perfeccionándose con el tiempo y se afirma sobre el concepto de que fundamentalmente debe ser audio que pueda escucharse sin imagen.
En palabras de Tito Lopez: Radio Visual es mezclar producción de audio con video mediante un control automatizado de cámaras dentro del estudio, sincronizado con el sonido y apoyado en reproducción de contenido en video.
En este sentido son importantes las contribuciones tecnológicas realizadas desde 2005 donde algunos investigadores contribuyen a perfeccionar la tecnología basándose en el sonido y permitiendo que la imagen sea solamente un complemento. La Radio Visual evoluciona en sentido contrario a la televisión convirtiéndose en  una forma diferente de comunicación audiovisual. 
En esa época también existieron intentos de compañías de telefonía celular de ingresar a este mercado, aunque no fueron exitosos y el sistema fue abandonado
En las primeras experiencias se empleaba equipos normales usados en estaciones de televisión.  Se disponía de un conjunto de cámaras de TV, generalmente de control remoto, que eran manejados por un operador de video mediante un switcher de cámaras. De esta manera se operaba audio y video con dos personas distintas lo que eleva los costos de operación y dificulta la realización de primeros planos de la persona que está hablando cuando se trabaja con varias cámaras.  La razón de la ausencia de primeros planos en la operación manual es la imposibilidad del director de cámaras de adivinar quién va a tomar la palabra en diálogos muy rápidos. Esto se soluciona con los sistemas de conmutación automática.

## Sistemas modernos de Radio Visual

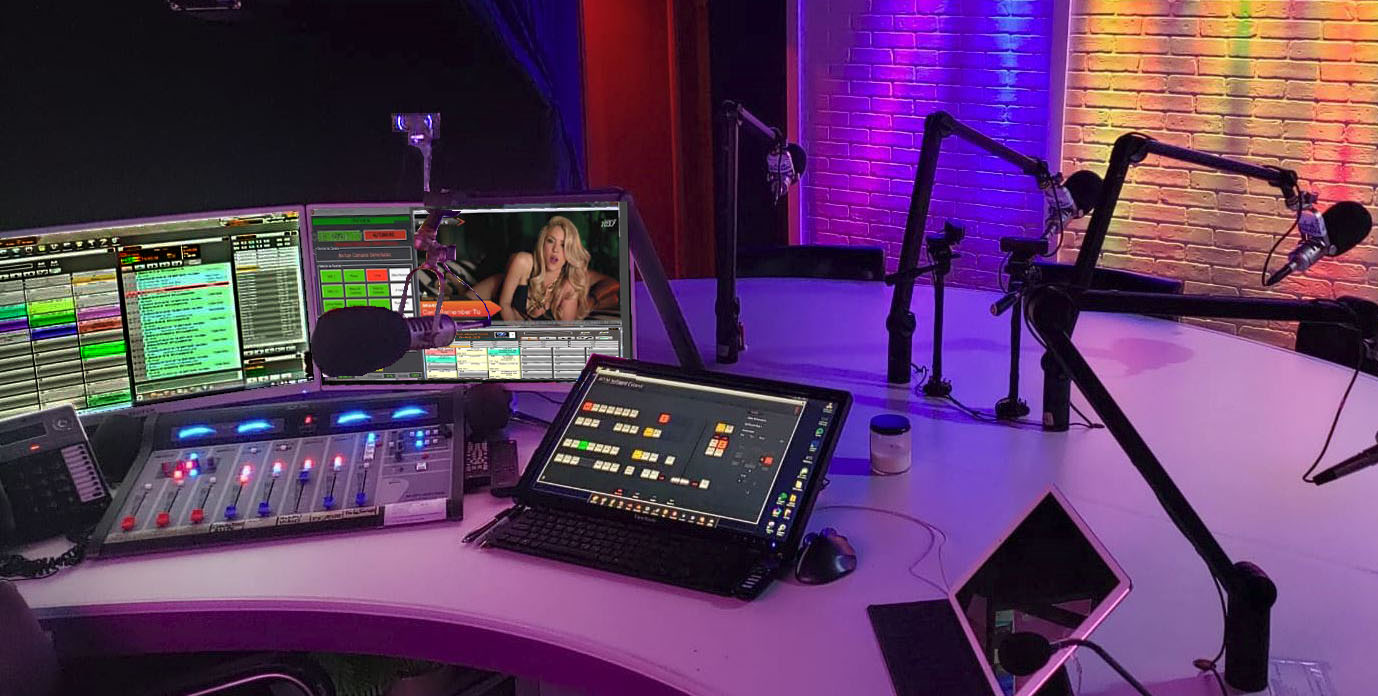
Radio Visual con cámaras de video USB y consola con salida para conmutación de cámaras por nivel de micrófono

Las primeras investigaciones para lograr la Radio Visual fueron realizadas en  Solidyne, Argentina en 2005 al desarrollar un software para  emisión simultánea de audio e imágenes fijas. Este sistema, creado por Leonardo Bonello  se basaba en la novedosa idea de tener un servidor especial que almacenaba las imágenes para poder bajarlas en sincronismo con la transmisión de audio. De esta manera soslayaba las limitaciones de la baja velocidad de Internet en aquella época. Este proyecto fue premiado por el Gobierno de la ciudad de Buenos Aires contribuyendo a financiar su realización. Fue mostrado al público en la exhibición internacional de CAPER 2006 en Buenos Aires, emitiendo programas de radio FM con audio por streaming que incorporan imágenes sincronizadas. 
Las investigaciones para crear un sistema más avanzado, a medida que aumentaba la velocidad de las redes de Internet, fue continuado en la empresa por Alex Bonello y Sebastián Ledesma. El nuevo sistema   permite lograr la transmisión de imágenes  de video en calidad HDV. 
La Radio Visual como hoy la conocemos, con cámaras de video de conmutación automática, zócalo de noticias y videoclips de temas musicales,  fue lograda  en 2012. Un importante avance era la conmutación automática de las cámaras de video basadas en la intensidad del sonido de cada micrófono. Se emplean para ello amplificadores diferenciales que comparan el nivel de cada micrófono con el de los demás para tomar la decisión de conmutar la cámara. Esta nueva tecnología fue instalada en FM Vorterix de Buenos Aires. El software fue desarrollado con base en el Audicom agregando un módulo de manejo y conmutación de cámaras de video (HDVmixer) que trabajaba dentro de una PC.  Posteriormente la  Radio Visual evoluciona hacia la automatización de sus funciones para que un solo operador pueda manejar audio y video.
Para ello se crearon sensores de audio que detectan a la persona que está hablando en ese momento,  creando un primer plano de su rostro. Si hay un diálogo, la pantalla se parte en dos para que aparezcan ambos rostros. La ubicación de los sensores dentro de consolas de audio  suma ventajas pues se realiza luego del atenuador de manera que los niveles de audio de todas las personas sean iguales posibilitando una veloz conmutación para ver todas las expresiones del rostro, aún en teléfonos celulares.
Durante las tandas publicitarias los avisos pueden salir al aire en forma automática manteniendo un plano general de todo el estudio o bien cada aviso puede incorporar video como se emplea en televisión, saliendo en perfecto sincronismo. Algunos sistemas de software permiten incluso que la computadora elija y baje automáticamente de Internet los videoclips.
El manejo de las cámaras de control remoto  (PTZ)  puede automatizarse creando primero "escenas" y grabando la posición de las cámaras de manera que estos valores prefijados sean aplicados cada vez que se realiza un diálogo entre periodistas e invitados 
Sin embargo la tendencia más moderna es aumentar la cantidad de  cámaras fijas para posibilitar la conmutación instantánea. El control se genera en las consolas de audio que manejan los micrófonos y a través de las salidas IP de las consolas digitales. 
La imagen dispone habitualmente de una barra inferior, llamada "zócalo" en la que se transmiten noticias automáticamente provenientes de agencias noticiosas en Internet. También la hora es transmitida de la misma manera y datos meteorológicos
El manejo de redes sociales permite que la audiencia se contacte con la radio haciendo que los programas sean interactivos. Algunos programas permiten el manejo simultáneo de varias redes sociales brindando la posibilidad de que el oyente forme parte de las emisiones colaborando con las opiniones de los periodistas
También es posible en algunos sistemas colocar al estudio de la radio un fondo verde y de esta manera usar una facilidad denominada Chroma key  que permite reemplazar el fondo por un video de un panorama el cual aparecerá como fondo del estudio. 